# 한기정
한기정(韓基貞, 1964년~)은 서울대학교 법학전문대학원 교수이자, 대한민국의 공정거래위원회 위원장이다.

## 생애
1964년생으로 서울대학교 법과대학 학사, 서울대학교 행정대학원 석사를 취득한 뒤 영국 케임브리지 대학교로 유학하여 1996년 법학박사 학위를 취득하였다. 1999년부터한림대학교에서 강사 및 교수로 활동하였고, 2004년에 이화여자대학교 법과대학으로 이직하였으며, 2009년부터는 서울대학교 법학전문대학원 교수로서 보험법 분야를 주로 강의하였다.

## 저술
- 한기정 (2021). 《보험법 (3판)》. 서울: 박영사. 888쪽. ISBN 9791130338453.
- 한기정 (2022). 《新 상법 입문》. 서울: 박영사. 754쪽. ISBN 9791130340814.